# Graciliano Ramos
Graciliano Ramos de Oliveira (IPA: [ɡɾasiliˈɐ̃nu ˈʁɐ̃mus dʒi oliˈvejɾa]) (Quebrangulo, 27 ottobre 1892 – Rio de Janeiro, 20 marzo 1953) è stato uno scrittore, giornalista e politico brasiliano.

## Biografia
Sindaco di Palmeira dos Índios, descrisse nel suo primo romanzo, Caetés (1933), l'intrinseca ferocia dei rapporti sociali interclassisti d'una cittadina del 
Nordest brasiliano, attraverso una narrazione allegorica incentrata sulle grevi figure folkloriche brasiliane dello «sciacallo» e dell'indio antropofago (caeté); ne seguì con analoga tematica, ma con una trattazione reminiscente maggiormente la prosa esistenzialista francese, San Bernardo (Sao Bernardo, 1934).
La partecipazione sempre più viva ai drammi degli oppressi, poste anche in relazione alla personale sua militanza attiva nel Partito Comunista Brasiliano, gli costò la persecuzione politica da parte delle autorità della dittatura militare di Getúlio Vargas: arrestato «per sovversione», durante la prigionia scrisse  Angoscia (Angustia, 1936), uno dei suoi romanzi più sofferti. Riacquistata la libertà, pubblicò il romanzo più noto, Vite secche (Vidas sécas, 1938), descrizione della dura vita di una famiglia di contadini nomadi nelle terre inclementi del nordest brasiliano, espletata mediante un'ardita struttura narrativa sperimentale, caratterizzata appunto da una narrazione frammentaria e non lineare scomponibile - entro certi limiti - liberamente dal lettore. Pubblicò ancora Infanzia (Infancia, 1945), la raccolta di racconti Insonnia (Insònia, 1947) e l'autobiografia Memorie del carcere (Memorias de càrcere, 1953).

## Opere

### Romanzi
- Caetés (1933)
- São Bernardo (1934)
- Angústia (1936)
- Vidas Secas (1938)
- Brandão Entre o Mar e o Amor (1942), scritto con Jorge Amado, José Lins do Rego, Aníbal Machado e Rachel de Queiroz

### Raccolte di racconti
- A Terra dos Meninos Pelados (1939)
- Histórias de Alexandre (1944)
- Dois dedos (1945)
- Histórias Incompletas (1946)
- Insônia (1947)
- Alexandre e Outros Heróis (1962), postuma

### Memorie
- Infância (1945)
- Memórias do Cárcere (1953), postumo

### Raccolte di scritti giornalistici
- Viagem (1954), postuma
- Linhas Tortas (1962), postuma
- Viventes das Alagoas (1962), postuma

### Libri per bambini
- O Estribo de Prata (1984), postumo

### Miscellanee
- Garranchos (2012), raccolta di 81 scritti inediti composti da articoli, epigrammi, testi di critica letteraria, discorsi, frammenti di racconti incompiuti ed un atto teatrale, postuma

### Epistolario
- Cartas (1980), postumo
- Cartas de amor à Heloísa (1992), postumo

## Nella cultura di massa
- Vidas Secas, film di Nelson Pereira dos Santos (1963)
- Memórias do Cárcere, film di Nelson Pereira dos Santos (1984)